# Dicranomyia morio
Dicranomyia morio là một loài ruồi trong họ Limoniidae. Chúng phân bố ở miền Cổ bắc.